# Міхал Фігурський
Мі́хал Фігу́рський (пол. Michał Figurski; нар. 16 травня 1973, Москва) — польський радіоведучий, продюсер, актор, музичний журналіст та конферансьє. Фігурант міжнародного скандалу 2012 року, пов'язаного із шовіністичними висловлюваннями на адресу українців.

## Біографія
Син Збігнева Фігурського, дипломата; народився в Москві, де на той час делегував його батько. В середині 1980-х протягом чотирьох років жив у Лівані, де закінчив американську середню школу.
Працював на таких радіостанціях: Rozgłośnia Harcerska (1993—1995), Radio Zet (1995), Radio Kolor (1995—1999). На телеканалі TVP1 був ведучим музичних програм «Przeboje Jedynki» та «Kolejka - lista przebojów». В 1999—2003 працював радіоведучим RMF FM, де вів різноманітні програми, в тому числі «Poplista».
З вересня 2003 працював на варшавському радіо Radiu 94 директором станції програмування, де разом з Кубою Воєводзьким вів ранкову програму «Antylista».
В 2005 був одним із засновників радіостанції Antyradio. В тому ж році він виконував функції програмного директора на радіостанціях Antyradia Śląsk та Antyradia Kraków. У грудні 2007 року надійшла інформація про те, що він разом із Кубою Воєводзьким покидає Antyradio та починає працювати на радіостанції Eska Rock. Це викликало хвилю критики з боку журналістів, тим більше вони в своїх передачах погано відкликалися про цю радіостанцію. Пйотр «Макак» Шарлацький 12 грудня 2007 року в своїй авторській програмі «Makakart» публічно розкритикував його вихід, а також присвятив йому трек в прямому ефірі групи KNŻ — Wszyscy artyści to prostytutki. Та через два дні вибачився перед Фігурським, пояснюючи це тим, що не знав усіх подробиць його виходу з радіостанції. Неофіційною версією відходу Фігурського з Antyradio є давній конфлікт з новим директором радіостанції.
З липня 2006 року Міхал Фігурський — автор, продюсер і режисер «Czule Dranie» на TV4. Програма була знята з ефіру після 46 епізодів. У 2008 році автор і продюсер документального серіалу «Nasze polskie wesele»- Історії окремих випадків люблячих пар з різних соціальних верств. Автор ток-шоу «Jazda figurowa». З 2008 року автор політичного ток-шоу «Hard Rock Weekend» на телеканалі Polsat Play. на цьому ж каналі разом із Володимиром Зентарським вів програму «Szrot lista».
З 28 січня 2008 року до 25 червня 2012 разом з Кубою Воєводзьким з понеділка по четвер (з 08:00 до 10:00) вів передачу «Poranny WF» та по п'ятницях «Śniadanie Mistrzów» на радіостанції Eska Rock. З вересня 2013 по лютий 2014 року був програмним директором телеканалу RBL.TV. З червня 2014 року веде програму «WidziMiSię» на телеканалі Polsat News 2. З 20 жовтня 2014 разом з Камілем Ольшевським вів програму «Przepraszamy za usterki» на радіостанції Muzo.fm. У вересні 2015 року Міхал Фігурський переніс інсульт, через який тимчасово перервав роботу.

### Скандал
7 червня 2011 Рада Етики ЗМІ звернулась із заявою, в якій було вказано, що в ранковій передачі «Poranny WF» спостерігається різке зростання ксенофобії проти темношкірої верстви населення. На думку Ради, Фігурський разом з Кубою Воєводзьким образили людей аморальними расистськими висловлюваннями. Їх поведінка розглядалася як порушення принципів поваги і терпимості. В липні 2011 року прокурор округу Варшава-Прага-Південь почав розслідування образи журналістами. У зв'язку з цим 13 жовтня 2011 року Національна Рада з Телерадіомовлення наклала на Eska Rock SA (роботодавця Фігурського) штраф в розмірі 50 тисяч злотих.
Незважаючи на це, ефір передачі від 6 жовтня 2011 року теж був сповнений расизмом та ненавистю. 30 березня 2012 року Національна Рада з Телерадіомовлення наклала на Eska Rock SA ще один штраф розміром 50 тисяч злотих. Незважаючи на це, Фігурський був представлений Прокуратурі округу Варшава-Прага-Південь та отримав покарання у вигляді трьох років позбавлення волі.
У червні 2012 року українське Міністерство закордонних справ опублікувало заяву, в якій йдеться про вислови, вжиті Фігурським та Воєводзьким 12 червня 2012 року в програмі «Poranny WF» на радіостанції Eska Rock. За даними МЗС, «Вони дозволили собі вкрай принизливі вислови проти українців, що неприйнятно для будь-якої цивілізованої людини та демократичного суспільства, в якому не повинно бути місця для публічної образи або дискримінації за ознакою національності». МЗС протестувало проти «неприйнятних висловів, які ображають честь і гідність українців» та зажадало вибачень. Рада з Етики ЗМІ дізналася, що журналісти провокували слухачів драматичною демонстрацією ксенофобії, та розцінила це не тільки як «кричуще хамство, а й типову мову ненависті». Śledztwo w sprawie znieważenia Ukrainek wszczęła Prokuratura Rejonowa Warszawa-Praga Południe. Слідство в справі про приниження українців вела Прокуратура округу Варшава-Прага-Південь. В пояснювальній записці вказано, що радіостанцію слухають переважно молоді люди, що знаходяться на початку свого життя, понад половини слухачів живуть разом із сім'ями, а тому серед таких людей особливо небезпечно просувати приклади дискримінаційної поведінки.
25 червня 2012 року керівництво Radia Eska Rock звільнила Кубу Воєводзького та Міхала Фігурського за непристойну промову на адресу українців. У зв'язку з цією справою 19 грудня 2012 року Спілка Журналістів Польщі нагородила Фігурського і Воєводзького титулом Гієни Року.

## Сім'я
З 12 жовтня 2002 до 12 липня 2014 року був одружений з Одитою Моро-Фігурською. Має дочку Соню (16 травня 2003).

## Публікації
- 2001 друкував музичні рецензії в тижневик Newsweek.
- 2003 інтерв'ю в журналі Razem .
- 2003—2009 друкує музичні рецензії в журналі Cosmopolitan.
- 2005 герой коміксів разом з Кубою Воєводзьким Antylista Prezerwatora автора Пшемислава Трущінського, видавництва G+J.

## Нагороди
- Бик Sukcesu журналу Sukces в категорії медіа.
- Super Świr — нагорода студентів Силезької Вищої школи економіки.

## Фільмографія
- 2006:Chasing the Acids — грає самого себе (в ролі музичного журналіста)
- 2004:Rh+ — Павел
- 2010:Jak się pozbyć cellulitu — таксист